# 獄都事変
『獄都事変』(ごくとじへん)とはリンネ堂が2014年12月30日に公開した、日本の探索型ホラーゲームである。
番外編としてRPGツクールMVのサンプルゲーム『FILAMENT』がある。本項では、『FILAMENT』についても解説する（#関連作品を参照）。
現在第一章が公開中

## あらすじ

### 獄都事変
獄卒の斬島は、亡者を捕らえるという任務を受け、ある廃校へと向かう。

## 登場人物

### 特務室
斬島（きりしま）
プレイヤーキャラクターである獄卒。まじめで仕事熱心。青い目。所持する武器は日本刀で、銘はカナキリ。
肋角（ろっかく）
斬島らの上司で、特務室長。赤い目。武器は持っていないが、獄卒が束になっても勝てないくらい強い。斬島たちをあの世で拾って育ててきた、父親的存在でもある。
佐疫（さえき）
斬島の親友。水色の目。所持する武器は銃であり、しかも彼の外套に収納されている｡(外套の内部は4次元空間である)
また、地獄の危機にはラッパを吹く（※終末を知らせる天使のイメージから）。そしてピアノが上手い｡
田噛（たがみ）
斬島の同僚。頭がいい反面、常に気だるそうな態度をとっている。所持する武器はつるはし＆鎖（ゲーム本編には未登場）。鎖は右袖の中から出す。オレンジ色の目。
平腹（ひらはら）
斬島の同僚で、田噛と行動を共にすることが多い。テンションが高く、楽しいことが好き。その一方では頭が悪く、感情の起伏が激しい。所持する武器はシャベル。
黄色い目。腕力は谷裂と並ぶほど強い。コミカライズ版では蹴り起こした斬島に対し一撃で足の骨が露出する程の打撃を与えている。
谷裂（たにざき）
斬島の同僚。日々鍛錬を欠かさず、斬島をライバル視している。獄卒の中で最も肋角のことを尊敬している｡紫色の目。所持する武器は金棒。
木舌（きのした）
斬島の同僚。常にのんきで、大の酒好き。綺麗な七三分け。所持する武器は大斧（※金太郎のイメージから）。
きれいな緑色の目。ゲーム冒頭に登場する獄卒は彼である。
災藤（さいとう）
佐疫のピアノの師匠。ゲーム本編には登場せず、コミカライズ版が初出となる。彼も肋角と同じくらい強い。特務副室長で、肋角との上下関係は無い。灰色の目。
抹本（まつもと）
『FILAMENT』にて登場する獄卒。特務室に所属しているが、薬師として「リコリス総合病院」に勤務している。
水銀から「毒虫さん」と呼ばれている。黄緑の目。ちびっこ体型。

### リコリス総合病院関係者
私（チヒロ）
『FILAMENT』のプレイヤーキャラクター。交通事故に遭い、生死の境をさまよっていたところ、人ならざる世界にある「リコリス総合病院」にて記憶を失った状態で目を覚ます。
水銀（すいぎん）
「リコリス総合病院」看護婦長。長身。
紅薔薇（べにばら）
「リコリス総合病院」の入院患者。
先生
「リコリス総合病院」の診察医。

### その他
マキ
獄卒たちに追われる亡者。生前は多くのいじめに遭っていたからか、友人も少なかった。
キリカ
獄卒たちの住む寮の炊事婦を務める、半人半蛇の女性。ゲーム本編には登場しないものの、リンネ堂のブログにて存在が言及され、コミカライズにて登場した。
あやこ
獄卒たちの住む寮の洗濯婦を務める、二口女。ゲーム本編には登場しないものの、リンネ堂のブログにて存在が言及され、コミカライズにて登場した。

## 開発

### セッティング
作者のリンネ堂は、自分が好きな妖怪や怪談を題材とした作品を作りたいと考えていた。
獄卒を主人公にしたいと考えたのは2010年ごろであり、その時点では主人公が獄卒であることと、登場人物に亡者や妖怪が含まれるという設定のみが作られており、詳細な人物設定や舞台設定は作り始めてから固まっていった。
獄卒を主人公した理由についてリンネ堂は「ホラーを人ならざる見たらどうか」と考えたことがきっかけだとgooとのインタビューで述べており、「主人公を追いかけられる側ではなく追いかける側、驚かす側にしたいと考えた。また、ただ追い掛け回すのではなく、理由・規律を持った集団のイメージにしたいと考えた結果、亡者を取り締まる獄卒という設定が出来上がった」と経緯について述べている。
リンネ堂はキャラクターや世界観について力を入れたとgooインタビューで述べており、主人公・斬島をはじめとする仲間側のキャラクターは獄卒という設定を反映させるために、肌を青白くし、目元を暗くしたデザインとなっている。
設定の作りこみ具合はキャラクターによるものの、いずれのキャラクターも過去が設定されており、たとえば田噛と平腹は獄卒になる前から面識があるという設定がある。ただし、リンネ堂はすべての獄卒に過去の記憶があるとは限らないとも話している。

## コミカライズ版
コミックシリーズは累計60万部を突破している。
獄都事変
ウェブコミック配信サイト『ジーンピクシブ』にて、2015年5月28日から2017年1月27日にかけて連載された。
- 漫画：あおのなち、原作：リンネ堂、原作協力：SUNPLANT 『獄都事変』KADOKAWA〈MFコミックス ジーンシリーズ〉全3巻
  1. 2015年12月26日発売、ISBN 978-4040680286
  2. 2016年7月27日発売、ISBN 978-4040684444
  3. 2017年2月27日発売、ISBN 978-4040687919

獄都新聞
スピンオフ。ウェブコミック配信サイト『ジーンピクシブ』にて、2017年5月12日から2018年11月23日にかけて連載。
- 漫画：be、原作：リンネ堂、原作協力：SUNPLANT 『獄都新聞』KADOKAWA〈MFコミックス ジーンシリーズ〉全2巻
  1. 2018年3月26日発売、ISBN 978-4040697062
  2. 2018年12月27日発売、ISBN 978-4040653389

獄都事変 公式アンソロジーコミック
- 原作・監修：リンネ堂、原作協力：SUNPLANT 『獄都事変 公式アンソロジーコミック』KADOKAWA〈MFコミックス ジーンシリーズ〉全7巻
  1. -蒼-　2015年12月26日発売、ISBN 978-4040680293
  2. -空-　2016年7月27日発売、ISBN 978-4040684451
  3. -夕-　2016年11月26日発売、ISBN 978-4040686837
  4. -閃-　2017年2月27日発売、ISBN 978-4040687926
  5. -鉄-　2017年8月26日発売、ISBN 978-4040693637
  6. -碧-　2017年8月26日発売、ISBN 978-4040693651
  7. -蛍-　2018年6月27日発売、ISBN 978-4040698281

## 舞台版
闇劇「獄都事変」のタイトルで、2020年7月11日 - 19日（14日・15日は公演関係者の体調不良により中止）に新宿FACEにて上演された。　

### スタッフ
脚本・演出 - 伊藤マサミ（進戯団夢命クラシックス／bpm）

### キャスト
アンサンブルキャストは省略する。
- 斬島 - 千田京平
- 佐疫 - 健人
- 谷裂 - 磯野大
- 平腹 - 碕理人
- 田噛 - 山口翼
- 木舌 - 小坂涼太郎
- マキ - 今出舞
- 災藤 - 新井將
- 肋角 - 磯貝龍乎

## 関連作品
FILAMENT
2015年12月17日に発売されたRPGツクールMVのサンプルゲームとして収録されているほか、AndAppおよびRPGアツマールでもブラウザゲームとして配信されている。
『FILAMENT』は記憶を失った「私」が「リコリス総合病院」という場所で目覚め、記憶を集めていくという内容であり、人ならざる世界の住人たちとの触れ合いに重きが置かれている。